# Julie Anne Robinson
Julie Anne Robinson est une metteuse en scène et réalisatrice britannique connue principalement pour son travail à la télévision britannique. Elle a obtenu un BAFTA Award et a été nommée aux Golden Globes pour la réalisation de la première moitié de la mini-série Blackpool. En 2009, elle a réalisé son premier long métrage, La Dernière Chanson.

## Filmographie
- 2009 : La Dernière Chanson (The Last Song)
- 2012 : Recherche Bad Boys désespérément (One for the Money)
- 2015 : Orange Is the New Black
- 2022 : Plan de carrière (Partner Track)